# 梶原壌二
梶原 壌二（かじわら じょうじ、1934年 - 2025年）は日本の数学者。長崎県生まれ。
1956年九州大学理学部数学科卒。九州大学名誉教授。九州大学白菊会理事長。理学博士。専攻は多変数関数論、無限次元複素解析学。
2013年11月瑞宝中綬章受章。